# Platypelochares petrus
Platypelochares petrus är en skalbaggsart som beskrevs av Ignacio Ribera och Carles Hernando 1999. Platypelochares petrus ingår i släktet Platypelochares och familjen lerstrandbaggar. Inga underarter finns listade i Catalogue of Life.